# Dècada del 840
La dècada del 840 comprèn el període que va des de l'1 de gener del 840 fins al 31 de desembre del 849.

## Esdeveniments
- Fundació de Dublín
- Divisió de l'Imperi Carolingi en tres parts per als nets de Carlemany
- Traducció a l'àrab dels escrits de Plató i Aristòtil